# Светско првенство у алпском скијању 2011 — екипно
Екипно такмичење нација на 41. Светском првенству у алпском скијању 2011. у Гармиш-Партенкирхену одржано је 16. фебруара 2001. у 11:00 по локалном времену, као седма трка првенства.

## Систем такмичења
Учествовали су спортисти 16 најбољих пласираних нација према рангирању Међународне скијашке федерације (ФИС). Ако једна или више нација није стартовало, нису биле замењине неком другом нацијом. Свака екипа се састојала од 4 до 6 скијаша, али у екип морала били бар 2 мушка и 2 женска такмичара.
Парови се одређују према редоследу на ранг листи (1:16, 2:15 итд). Екипе су се такмичиле у паралел слалому два женска и два мушка пара по куп систему (победничка екипа иде даље, а поражени напушта такмичење). У случају нерешеног резултата даље је ишла она екипа која је имала боље време добијено, сабирањем најбољих времена мушког и женског такмичара екипа.

## Ранг листа првих 16 нација на ранг листи ФИСа (пре почетка Првенства)
| Место | Држава           | Бодови |
| ----- | ---------------- | ------ |
| 1     | Аустрија         | 7662   |
| 2     | Швајцарска       | 4573   |
| 3     | Француска        | 3734   |
| 4     | Италија          | 3728   |
| 5     | Сједињене Државе | 3230   |
| 6     | Немачка          | 3097   |
| 7     | Шведска          | 2487   |
| 8     | Хрватска         | 1424   |
| 9     | Норвешка         | 1346   |
| 10    | Канада           | 1280   |
| 11    | Словенија        | 976    |
| 12    | Финска           | 804    |
| 13    | Чешка            | 433    |
| 14    | Словачка         | 257    |
| 15    | Јапан            | 66     |
| 16    | Лихтенштајн      | 55     |

## Екипе учеснице
| Држава           | Скијаши             |
| ---------------- | ------------------- |
| Аустрија         | Ана Фенингер        |
| Аустрија         | Михаела Кирхгасер   |
| Аустрија         | Марлис Шилд         |
| Аустрија         | Ромед Бауман        |
| Аустрија         | Бенјамин Рајх       |
| Аустрија         | Филип Шергхофер     |
| Швајцарска       | Дениз Фајерабенд    |
| Швајцарска       | Венди Холденер      |
| Швајцарска       | Фабјен Сутер        |
| Швајцарска       | Марк Берто          |
| Швајцарска       | Беат Фојц           |
| Швајцарска       | Жистен Миризје      |
| Француска        | Тајна Барио         |
| Француска        | Анемон Мармотан     |
| Француска        | Теса Ворли          |
| Француска        | Томас Фанара        |
| Француска        | Сипријен Ришар      |
| Француска        | Готје де Тесје      |
| Италија          | Федерика Брињоне    |
| Италија          | Данијела Меригети   |
| Италија          | Јохана Шнарф        |
| Италија          | Масилијано Блардоне |
| Италија          | Ђовани Борсоти      |
| Италија          | Кристијан Девиле    |
| Сједињене Државе | Џулија Манкусо      |
| Сједињене Државе | Меган Макџејмс      |
| Сједињене Државе | Сара Шлепер         |
| Сједињене Државе | Тим Џитлоф          |
| Сједињене Државе | Тед Лигети          |
| Сједињене Државе | Боди Милер          |
| Немачка          | Лена Дир            |
| Немачка          | Вероника Хронек     |
| Немачка          | Вероника Штабер     |
| Немачка          | Фриц Допфер         |
| Немачка          | Штефан Луиц         |
| Немачка          | Феликс Нојројтер    |

| Држава   | Скијаши                 |
| -------- | ----------------------- |
| Шведска  | Сара Хектор             |
| Шведска  | Анја Персон             |
| Шведска  | Марија Пијетиле-Холмнер |
| Шведска  | Аксел Бек               |
| Шведска  | Ханс Олсон              |
| Шведска  | Мат Олсон               |
| Хрватска | Софија Новоселић        |
| Хрватска | Теа Палић               |
| Хрватска | Тин Широки              |
| Хрватска | Натко Зрнчић-Дим        |
| Хрватска | –                       |
| Хрватска | –                       |
| Канада   | Мари Мишел Гањо         |
| Канада   | Брит Џаник              |
| Канада   | Мари Пјер Префонтен     |
| Канада   | Мајкл Џеник             |
| Канада   | Пол Стуц                |
| Канада   | –                       |
| Чешка    | Мартина Дубовска        |
| Чешка    | Катерина Паулатова      |
| Чешка    | Андреа Земанова         |
| Чешка    | Ондреј Банк             |
| Чешка    | Криштоф Кризл           |
| Чешка    | Адам Зика               |
| Словачка | Јана Гантнерова         |
| Словачка | Кристина Салова         |
| Словачка | Јарослав Бабушјак       |
| Словачка | Адам Зампа              |
| Словачка | –                       |
| Словачка | –                       |

## Екипе победнице
| Злато:    | Сребро:  | Бронза: |
| Француска | Аустрија | Шведска |

## Резултати
Пошто су Норвешка, Словенија, Финска, Јапан и Лихтенштајн одустали од такичења у овој дисциплини, учествовало само 11 екипа. Првих пет екипа са ранг листе у првом колу је било слободно и директно се пласирало у четвртфинале. Осталих шест се такмичило у три меча: 6:11, 7:10 и 8:9.

### Осмина финала
| 1. екипа                      | Резултат | 2. екипа                 |
| ----------------------------- | -------- | ------------------------ |
| Хрватска                      | 3 : 2    | Канада                   |
| Теа Палић 27,04               | 3 : 2    | Брит Џаник 27,04         |
| Тин Широки 26,25              | 3 : 2    | Мајкл Џеник 26,18        |
| Софија Новоселић 26,73        | 3 : 2    | Мари Мишел Гањон 26,78   |
| Натко Зрнчић-Дим 30,31        | 3 : 2    | Paul Stutz 33,77         |
| Немачка                       | 4 : 0    | Словачка                 |
| Лена Дир 27,23                | 4 : 0    | Јана Гантнерова 27,37    |
| Фриц Допфер 25,78             | 4 : 0    | Јарослав Бабушјак 27,01  |
| Вероника Хронек 27,08         | 4 : 0    | Кристина Салова 27,67    |
| Феликс Нојројтер 25,89        | 4 : 0    | Адам Зампа 29,01         |
| Шведска                       | 3 : 1    | Чешка                    |
| Анја Персон 26,88             | 3 : 1    | Катерина Паулатова 26,98 |
| Мат Олсон 26,59               | 3 : 1    | Криштоф Кризл 25,44      |
| Марија Пијетиле-Холмнер 26,46 | 3 : 1    | Андреа Земанова 27,93    |
| Ханс Олсон 25,80              | 3 : 1    | Адам Зика 25,86          |

### Четвртфинале
| 1. екипа                | Резултат | 2. екипа                  |
| ----------------------- | -------- | ------------------------- |
| Аустрија                | 2 : 2    | Хрватска                  |
| Марлис Шилд 27,16       | 2 : 2    | Софија Новоселић 26,69    |
| Бенјамин Рајх НЗ        | 2 : 2    | Натко Зрнчић-Дим 26,39    |
| Михаела Кирхгасер 26,38 | 2 : 2    | Теа Палић НЗ              |
| Ромед Бауман 25,74      | 2 : 2    | Тин Широки 25,98          |
| Сједињене Државе        | 1 : 3    | Италија                   |
| Сара Шлепер 27,33       | 1 : 3    | Данијела Меригети 27,26   |
| Боди Милер 25,54        | 1 : 3    | Кристијан Девил 26,01     |
| Џулија Манкусо 26,77    | 1 : 3    | Јохана Шнарф 26,64        |
| Тед Лигети 26,72        | 1 : 3    | Масилијано Блардоне 26,33 |

| 1. екипа                      | Резултат | 2. екипа               |
| ----------------------------- | -------- | ---------------------- |
| Француска                     | 2 : 2    | Немачка                |
| Тајна Бариоз 26,91            | 2 : 2    | Лена Дир 26,89         |
| Томас Фанара 25,84            | 2 : 2    | Фриц Допфер НЗ         |
| Теса Ворли 26,56              | 2 : 2    | Вероника Хронек 26,89  |
| Сипријен Ришар 25,99          | 2 : 2    | Феликс Нојројтер 25,69 |
| Шведска                       | 4 : 0    | Швајцарска             |
| Анја Персон 26,96             | 4 : 0    | Венди Холденер 27,24   |
| Мат Олсон 25,80               | 4 : 0    | Марк Бертолд 26,31     |
| Марија Пијетиле-Холмнер 26,85 | 4 : 0    | Дениз Фајерабенд НЗ    |
| Ханс Олсон 25,81              | 4 : 0    | Беат Фојц 26,26        |

### Полуфинале
| 1. екипа                | Резултат | 2. екипа                  |
| ----------------------- | -------- | ------------------------- |
| Аустрија                | 4 : 0    | Италија                   |
| Ана Фенингер 26,71      | 4 : 0    | Данијела Меригети 26,88   |
| Филип Шергхофер 25,98   | 4 : 0    | Масилијано Блардоне 26,09 |
| Михаела Кирхгасер 26,56 | 4 : 0    | Јохана Шнарф 27,38        |
| Ромед Бауман 26,02      | 4 : 0    | Кристијан Девил 26,83     |

| 1. екипа             | Резултат | 2. екипа                      |
| -------------------- | -------- | ----------------------------- |
| Француска            | 2 : 2    | Шведска                       |
| Тајна Бариоз 27,21   | 2 : 2    | Анја Персон 26,66             |
| Томас Фанара 25,69   | 2 : 2    | Мат Олсон 25,74               |
| Теса Ворли 26,49     | 2 : 2    | Марија Пијетиле-Холмнер 26,46 |
| Сипријен Ришар 25,54 | 2 : 2    | Ханс Олсон 25,61              |

### Финале
| 1. екипа                  | Резултат | 2. екипа                      |
| ------------------------- | -------- | ----------------------------- |
| Италија                   | 0 : 4    | Шведска                       |
| Федерика Брињоне 28,53    | 0 : 4    | Анја Персон 26,56             |
| Ђовани Борсоти 25,79      | 0 : 4    | Ханс Олсон 25,65              |
| Јохана Шнарф 26,93        | 0 : 4    | Марија Пијетиле-Холмнер 26,59 |
| Масилијано Блардоне 25,73 | 0 : 4    | Мат Олсон 25,65               |

| 1. екипа                | Резултат | 2. екипа              |
| ----------------------- | -------- | --------------------- |
| Аустрија                | 2 : 2    | Француска             |
| Ана Фенингер 26,41      | 2 : 2    | Теса Ворли 26,51      |
| Филип Шергхофер 25,86   | 2 : 2    | Сипријен Ришар 25,41  |
| Михаела Кирхгасер 26,55 | 2 : 2    | Анемон Мармотан 26,54 |
| Ромед Бауман 25,69      | 2 : 2    | Томас Фанара 26,08    |